# 68 Геркулеса
68 Геркулеса (лат. 68 Herculis), u Геркулеса (лат. u Herculis), HD 156633 — кратная звезда в созвездии Геркулеса на расстоянии приблизительно 987 световых лет (около 303 парсек) от Солнца. Возраст звезды определён как около 7,3 млн лет.
Пара первого и второго компонентов — двойная затменная переменная звезда типа Алголя (EA). Видимая звёздная величина звезды — от +5,37m до +4,69m. Орбитальный период — около 2,051 суток.

## Характеристики
Первый компонент (HD 156633A) — бело-голубая звезда спектрального класса B1,5Vp, или B1,5, или B2V, или B2, или B3. Масса — около 7,88 солнечных, радиус — около 4,93 солнечных, светимость — около 4786,31 солнечных. Эффективная температура — около 18621 K.
Второй компонент (HD 156633B) — бело-голубая звезда спектрального класса B5III, или B4, или B8. Масса — около 2,79 солнечных, радиус — около 4,26 солнечных, светимость — около 426,58 солнечных. Эффективная температура — около 12600 K.
Третий компонент — коричневый карлик. Масса — около 14,28 юпитерианских. Удалён в среднем на 1,932 а.е..
Четвёртый компонент (WDS J17173+3306B). Видимая звёздная величина звезды — +10,3m. Удалён на 4,5 угловых секунды.